# New York Knicks 1958-1959
La stagione 1958-59 dei New York Knicks fu la 13ª nella NBA per la franchigia.
I New York Knicks arrivarono secondi nella Eastern Division con un record di 40-32. Nei play-off persero la semifinale di division con i Syracuse Nationals (2-0).

## Roster
| N°    | Naz.                   | Ruolo | Sportivo        | Anno | Alt. | Peso |
| ----- | ---------------------- | ----- | --------------- | ---- | ---- | ---- |
| 3     | Stati Uniti (bandiera) | G     | Brendan McCann  | 1935 | 188  | 81   |
| 4     | Stati Uniti (bandiera) | GA    | Carl Braun      | 1927 | 196  | 82   |
| 5     | Stati Uniti (bandiera) | G     | Jack George     | 1928 | 188  | 86   |
| 5     | Stati Uniti (bandiera) | A     | Guy Sparrow     | 1932 | 198  | 99   |
| 6     | Stati Uniti (bandiera) | AC    | Willie Naulls   | 1934 | 198  | 102  |
| 7     | Stati Uniti (bandiera) | A     | Jerry Bird      | 1935 | 198  | 95   |
| 8     | Stati Uniti (bandiera) | A     | Mike Farmer     | 1936 | 201  | 95   |
| 9     | Stati Uniti (bandiera) | G     | Richie Guerin   | 1932 | 193  | 88   |
| 12    | Stati Uniti (bandiera) | A     | Ken Sears       | 1933 | 206  | 90   |
| 14    | Stati Uniti (bandiera) | AC    | Charlie Tyra    | 1935 | 203  | 104  |
| 15-16 | Stati Uniti (bandiera) | A     | Pete Brennan    | 1936 | 198  | 93   |
| 15    | Stati Uniti (bandiera) | GA    | Frank Selvy     | 1932 | 191  | 82   |
| 17    | Stati Uniti (bandiera) | G     | Ron Sobieszczyk | 1934 | 191  | 84   |
| 19    | Stati Uniti (bandiera) | C     | Ray Felix       | 1930 | 211  | 100  |

## Staff tecnico
- Allenatore: Andrew Levane
- Preparatore atletico: Don Friederichs